# ACC (ホンダ)
ACC（Adaptive Cruise Control）は本田技研工業が開発した高速走行時における車速/車間制御を行う装置の名称である。旧名称はIHCC（Intelligent Highway Cruise Control）。

## 概要
車両前方に設けられたミリ波レーダーにより先行車との距離を監視し、スロットル制御・ブレーキ制御を行い、車速・車間を制御を行う。
また、ACCの技術を応用したCMBS（追突軽減ブレーキ）が付加機能として設定されている。
なおHiDS（ホンダ・インテリジェントドライバーサポートシステム）は、IHCCにLKAS（車線維持支援システム）を機能付加し、車線維持制御も合わせて行う。

## 標準/オプション装備されている車種
- インスパイア
- エリシオン
- CR-V
- ステップワゴン
- シビック
- シビックハイブリッド
- ストリーム
- クロスロード

## LKASとセットで標準/オプション装備されている車種
- レジェンド
- オデッセイ
- アコード
- アコードツアラー
- ボルボ・XC60
- ボルボ・S60

## オプション装備されていた車種
- アヴァンシア
- アコードワゴン